# 南恵庭駐屯地

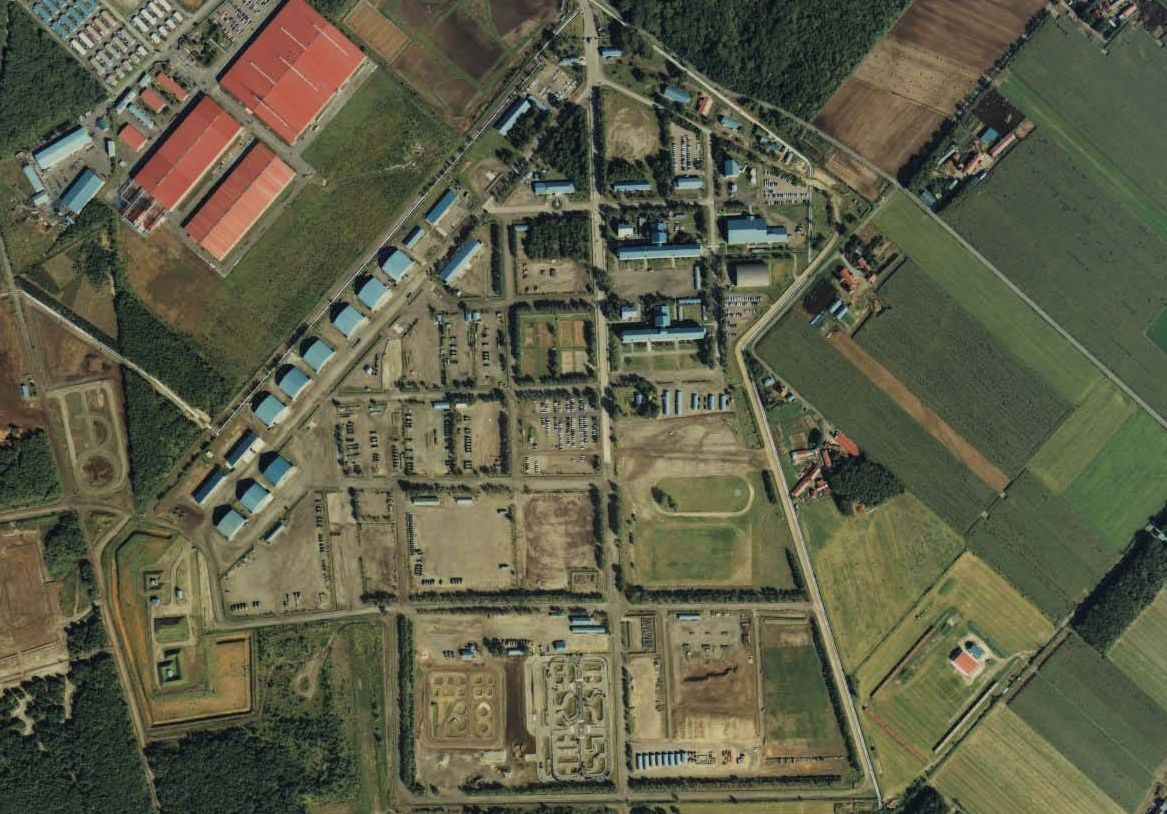
南恵庭駐屯地の空中写真。（1985年撮影）

南恵庭駐屯地（みなみえにわちゅうとんち、JGSDF Camp Minami-Eniwa）は、北海道恵庭市恵南63に所在し、第3施設団等が駐屯する陸上自衛隊の駐屯地である。

## 概要
1952年（昭和27年）12月に設置され、第3施設団等の施設科部隊を主力とする駐屯地で、駐屯地司令は第3施設団長が兼務する。
最寄の演習場は、北海道大演習場（恵庭・千歳地区）。
南恵庭駐屯地内には南恵庭広報館が併設され、南恵庭駐屯地について知ることができる。

## 沿革
保安隊南恵庭駐屯地
- 1952年（昭和27年）
  - 12月1日：南恵庭駐屯地が新設[1]。
  - 12月11日：独立第1施設群本部が勝田駐屯地から移駐[2]。
- 1953年（昭和28年）7月3日：独立第1特車大隊が新町駐屯地から移駐[2]。

陸上自衛隊南恵庭駐屯地
- 1954年（昭和29年）
  - 7月1日：陸上自衛隊設置に伴い南恵庭駐屯地が開設される[3][4]。

  1. 独立第1特車大隊が第101特車大隊に称号変更。
  2. 独立第1施設群が第1施設群に称号変更。
  3. 第104施設大隊を新編。第1施設群に編合。

  - 9月20日：第101特車大隊が北恵庭駐屯地へ移駐。
- 1955年（昭和31年）1月25日：第7施設大隊が編成完結。真駒内駐屯地へ移駐。
- 1961年（昭和36年）8月17日：第3施設団が編成完結。
- 1976年（昭和51年）3月25日：第104施設大隊を基幹として第1施設群を再編。
- 1990年（平成2年）3月8日：第73戦車連隊が北恵庭駐屯地から移駐。
- 2000年（平成12年）3月28日：後方支援体制移行に伴う部隊新編。

1. 北部方面後方支援隊第101施設直接支援大隊（第3施設団を支援）を新編。
2. 第7後方支援連隊第2整備大隊第3戦車直接支援中隊（第73戦車連隊を支援）を新編。

- 2004年（平成16年）3月29日：

1. 第1施設群が廃止。
2. 第101施設直接支援大隊第1直接支援中隊（第1施設群を支援）が廃止。

- 2008年（平成20年）3月26日：第3施設団が北部方面施設隊に改編。
- 2015年（平成27年）3月26日：会計隊の改編に伴い、第326会計隊が廃止され第323会計隊南恵庭派遣隊が設置される。
- 2017年（平成29年）3月27日：

1. 北部方面施設隊を第3施設団に再編成。
2. 第301坑道中隊が上富良野駐屯地に移駐。

## 駐屯部隊

### 北部方面隊隷下部隊
- 第3施設団
  - 第3施設団本部
  - 第3施設団本部付隊
  - 第105施設器材隊
    - 第105施設器材隊本部
    - 第105施設器材隊本部付隊
    - 特殊器材中隊
    - 架橋中隊

  - 第303ダンプ車両中隊
  - 南恵庭自動車教習所（団本部管轄）
- 第7師団
  - 第73戦車連隊
  - 第7後方支援連隊
    - 第2整備大隊
      - 第3戦車直接支援中隊：第73戦車連隊を支援
- 北部方面後方支援隊
  - 第101施設直接支援大隊：第3施設団を支援
    - 第101施設直接支援大隊本部
    - 第101施設直接支援大隊本部付隊
    - 整備中隊
- 北部方面会計隊
  - 第323会計隊
    - 南恵庭派遣隊
- 北部方面システム通信群
  - 第101基地システム通信大隊
    - 第313基地通信中隊
      - 南恵庭派遣隊
- 南恵庭駐屯地業務隊

### 防衛大臣直轄部隊
- 警務隊
  - 北部方面警務隊
    - 第122地区警務隊
      - 南恵庭連絡班

## 広報施設
- 広報資料館

## 過去の駐屯部隊
- 1954年（昭和29年）9月20日移駐
  - 第101特車大隊：北恵庭駐屯地へ移駐。
- 1955年（昭和31年）1月25日移駐
  - 第7施設大隊：真駒内駐屯地へ移駐。
- 1976年（昭和51年）3月25日廃止
  - 第104施設大隊「104施-本」：第1施設群に増強改編。

- 2004年（平成16年）3月29日廃止
  - 第1施設群「1施群-本」：
  - 第101施設直接支援大隊第1直接支援中隊「101施直支-1」：第1施設群を支援。
- 2008年（平成20年）3月26日廃止
  - 第3施設団「3施団-本」：北部方面施設隊に改編。
- 2015年（平成27年）3月26日廃止
  - 第326会計隊「326会」：第323会計隊南恵庭派遣隊に改編。
- 2017年（平成29年）3月27日廃止・移駐
  - 北部方面施設隊「北施-本」：第3施設団に改編。
  - 第301坑道中隊「301坑」：上富良野駐屯地に移駐。

## 最寄の幹線交通
- 高速道路：道央自動車道 恵庭IC
- 一般道：国道36号、国道337号、北海道道16号支笏湖公園線、北海道道45号恵庭栗山線、北海道道46号江別恵庭線、北海道道117号恵庭岳公園線
- 鉄道：JR北海道千歳線 恵庭駅
- 港湾：苫小牧港（特定重要港湾）
- 飛行場：新千歳空港、千歳基地